# Malanea evenosa
Malanea evenosa är en måreväxtart som beskrevs av Johannes Müller Argoviensis. Malanea evenosa ingår i släktet Malanea och familjen måreväxter. Inga underarter finns listade i Catalogue of Life.